# Дежериці
Дежериці — село в окрузі Бановці-над-Бебравою Банськобистрицького краю Словаччини. Станом на грудень 2015 року в селі проживало 814 людей.

## Населення
| Рік:            | 1994. | 2004.   | 2014.    | 2024.    |
| --------------- | ----- | ------- | -------- | -------- |
| Кількість осіб: | 573   | 613     | 763      | 1150     |
| Різниця:        |       | +6,98 % | +24,46 % | +50,72 % |

| Рік:            | 2023. | 2024.   |
| --------------- | ----- | ------- |
| Кількість осіб: | 1137  | 1150    |
| Різниця:        |       | +1,14 % |